# عبد الرحيم نجاح
عبد الرحيم نجاح (20 نونبر 1984, الدار البيضاء) لاعب كرة سلة مغربي يمارس في فريق جمعية سلا (كرة السلة) في الدرجة الأولى لبطولة المغرب لكرة السلة.